# 김지수 (1991년)
김지수(1991년 8월 5일 ~ 2007년 11월 2일)는 대한민국의 여자 축구 선수였다. 충남인터넷고등학교 1학년에 재학 중 숨졌다.

## 생애
선수 시절 지소연 등과 함께 2007년 AFC U-16 여자 챔피언십에 참가했으며, 대회 3위를 맛보았다. 이후 2007년 7월 경기 중 인대가 찢어지는 부상을 입어 대전광역시의 모 대학병원에서 수술을 받던 중 쇼크를 일으켜 뇌사상태에 빠졌다. 당시 병원에서는 마취를 담당 의사가 아닌 인턴이 했다고 밝혔지만, 과실은 인정하지 않았다. 결국 2007년 11월 2일 오후 9시 30분에 숨졌다.